# McDonnell Douglas MD-90
McDonnell Douglas MD-90 — американский среднемагистральный реактивный пассажирский самолёт. Разработан фирмой «McDonnell Douglas» в начале 1990-х годов.

## История
Предыдущая модель (MD-80) имела репутацию очень надёжного самолёта, перевозившего до 70 % всего внутреннего пассажиропотока крупных американских авиакомпаний. Установка новых двигателей должна была сделать самолёт более конкурентным и снизить расход топлива на 15 %.
Этот самолёт представлял собой MD-88 (Модификация MD-80), удлинённый на 1,4 метра. MD-90 также имел улучшенную авионику и более топливно-эффективные двигатели IAE V2500.
Первый полёт MD-90 совершил в 1993 году. 
В отличие от своего предшественника, на ранней стадии эксплуатации MD-90 имел большое количество отказов, связанных с новой авионикой и электрической системой, что приводило к простоям и задержкам рейсов. В результате главный заказчик, авиакомпания Delta Air Lines, планировавшая заменить свой флот MD-80, уменьшила количество заказов. 
После слияния «McDonnell Douglas» и «Boeing» в 1997 году, темпы производства MD-90 резко упали и последний MD-90 сошёл с конвейера в 2000 году на заводе в Китае. Таким образом, MD-90 проиграл борьбу своим ближайшим конкурентам — европейскому Airbus A320 и американскому Boeing 737 Next Generation. 
MD-90 уступал конкурентам по расходу топлива и дальности полёта, что было обусловлено относительной малой площадью крыльев и меньшим запасом топлива. В отличие от конкурентов MD-90 предлагался лишь в одном варианте вместимости, что делало его малопривлекательным для авиакомпаний. Использование более сложных в обслуживании и непопулярных двигателей IAE V2500 также не добавляло ему привлекательности.
MD-90 — наименее успешный представитель семейства MD-80. 
Всего с 1993 по 2000 гг. было произведено 116 самолётов.

## Конструкция
Аэродинамическая схема: двухмоторный турбовентиляторный низкоплан со стреловидным крылом, Т-образным оперением (с переставным стабилизатором) и задним расположением двигателей.

## Авиакомпании-операторы
Основные эксплуатанты MD-90:
- Delta Air Lines
- Saudi Arabian Airlines
- Japan Air System (JAS)
- Scandinavian Airlines System (SAS)

После слияния «Boeing» и «McDonnell Douglas» авиакомпания Delta Air Lines отменила большой заказ на MD-90 в пользу Boeing 737-800.

## Сравнение лётно-технических характеристик самолётов семейства MD-80
|                                           | MD-81                    | MD-82/-88                   | MD-83                    | MD-87                     | MD-90-30ER   |
| Число пассажиров (в туристическом классе) | 172                      | 172                         | 172                      | 139                       | 172          |
| Максимальная взлётная масса               | 64 000 кг                | 67 800 кг                   | 72 600 кг                | 64 000 кг                 | 70 760 кг    |
| Максимальная дальность                    | 2900 км                  | 3800 км                     | 4600 км                  | 4400 км                   | 4425 км      |
| Крейсерская скорость                      | 811 км/ч                 | 811 км/ч                    | 811 км/ч                 | 811 км/ч                  | 812 км/ч     |
| Длина                                     | 45,1 м                   | 45,1 м                      | 45,1 м                   | 39,7 м                    | 46,5 м       |
| Размах крыла                              | 32,8 м                   | 32,8 м                      | 32,8 м                   | 32,8 м                    | 32,87 м      |
| Высота в хвосте                           | 9,05 м                   | 9,05 м                      | 9,05 м                   | 9,3 м                     | 9,4 м        |
| Силовые установки                         | 2×8391 кгс               | 2×9072 кгс                  | 2×9525 кгс               | 2×9072 кгс                | 2×11 340 кгс |
| Тип двигателей                            | Pratt & Whitney JT8D-209 | Pratt & Whitney JT8D-217A/C | Pratt & Whitney JT8D-219 | Pratt & Whitney JT8D-217C | IAE V2525-D5 |

## Аварии и катастрофы
По данным сайта Aviation Safety Network, по состоянию на 10 января 2020 года в общей сложности в результате катастроф и серьёзных аварий были потеряны 3 самолёта McDonnell Douglas MD-90. Попыток угона не было. Всего в этих происшествиях погиб 1 человек.
| Дата       | Бортовой номер | Место катастрофы | Жертвы | Краткое описание                                                                                |
| ---------- | -------------- | ---------------- | ------ | ----------------------------------------------------------------------------------------------- |
| 24.08.1999 | B-17912        | Хуалянь          | 1/96   | После посадки в багаже одного из пассажиров лопнули бутылки с бензином. Лайнер частично сгорел. |
| 24.02.2009 | PK-LIO         | Батам            | 0/162  | Сел с невыпустившейся передней стойкой шасси.                                                   |
| 09.03.2009 | PK-LIL         | Джакарта         | 0/166  | Сошёл с ВПП при посадке в ливень. Списан.                                                       |
| 08.05.2009 | HZ-APW         | Эр-Рияд          | 0/7    | При посадке выкатился с ВПП. Списан.                                                            |

## Подобные самолёты
- Airbus A320
- Boeing 737-800